# 景雪变
景雪变（1960年—），山西运城人，中国蒲剧表演艺术家，山西省运城市艺术学校副校长、运城市蒲剧青年实验团团长，中国戏剧梅花奖二度梅获得者。